# Husos horarios de Australia
|  |          |           |            |                    |
|  | Estándar | DST       | Zona       | Estados            |
|  | UTC +8   | UTC +8    | Occidental | WA                 |
|  | UTC+9:30 | UTC+9:30  | Central    | NT                 |
|  | UTC+9:30 | UTC+10:30 | Central    | SA                 |
|  | UTC +10  | UTC +10   | Oriental   | QLD                |
|  | UTC +10  | UTC +11   | Oriental   | NSW, TAS, VIC, ACT |

Las zonas horarias de Australia utilizan la hora estándar, que es el resultado de sincronizar los relojes en diferentes zonas geográficas dentro de un huso horario en vez de usar el meridiano local o la hora solar. Los nombres correctos para las zonas horarias de Australia son Hora Estándar Occidental Australiana (abreviada AWST del inglés Australian Western Standard Time), Hora Estándar Central Australiana (abreviada ACST del inglés Australian Central Standard Time) y la Hora Estándar Oriental Australiana (acortada a AEST derivando del inglés Australian Eastern Standard Time). En contextos domésticos la palabra "Australiana" Australian, usualmente es omitida. Australia posee tres husos horarios estándares: la occidental (UTC+8), la central (UTC+9.5) y la oriental (UTC+10). La mayoría de los territorios externos australianos se ubican en diferentes zonas horarias.
La hora estándar fue introducida en 1892 cuando todas las colonias británicas la adoptaron. Antes de este cambio, cada municipalidad regional determinaba su propia hora local, llamado tiempo local medio. Australia Occidental usa la Hora Estándar Occidental, Australia Meridional y el Territorio del Norte usan la Hora Estándar Central. El resto de los estados incluyendo el Territorio de la Capital Australiana usan la Hora Estándar Oriental.
Nueva Gales del Sur, el Territorio de la Capital Australiana, Victoria, Australia Meridional y Tasmania adoptan el horario de verano todos los años, mientras que Australia Occidental, Queensland y el Territorio del Norte no practican este cambio de hora.
Aunque los estados y territorios tienen poder para legislar las variaciones de horario, la hora estándar dentro de cada uno es fijada en relación con el Tiempo Universal Coordinado (UTC), como es determinado por la Oficina Internacional de Pesas y Medidas y mantenido bajo la sección 8AA del Acta Nacional de Mediciones de 1960.

## Zonas horarias
La estandarización de la hora en Australia se inició en 1892, cuando los topógrafos de las colonias australianas se reunieron en Melbourne para la Conferencia Intercolonial de Topógrafos. Los delegados aceptaron la recomendación de la Conferencia Internacional de Meridianos de 1884 de adoptar el Tiempo Medio de Greenwich (GMT) como base del tiempo estándar, y en línea con la práctica común de otras partes del mundo, ideó un sistema de husos horarios con offsets en múltiplos de una hora a partir del GMT.
Las colonias promulgaron la legislación con este efecto, la cual corrió en vigencia en febrero de 1895. Australia Occidental se adelantó 8 horas al GMT; Australia Meridional 9 horas; y Queensland, Nueva Gales del Sur, Victoria y Tasmania; 10 horas. Estas tres zonas, como ya se ha mencionado con anterioridad, se denominaron respectivamente: Hora estándar Occidental, Central y Oriental.
En mayo de 1899, Australia Meridional adelantó 30 minutos a la hora central, ignorando la práctica común de adherir una hora a los husos. Al hacer esto, el estado adoptó una hora que no concordaba con el meridiano local, el cual se encontraba fuera de sus extensiones y más adelantado que las convenciones internacionales. Hubo intentos fallidos para remediar esta anomalía en 1986 y 1994.
Cuando el Territorio del Norte se separó de Australia Meridional, esta nueva entidad subnacional retuvo la Hora Estándar Central, así como también cuando se creó el Territorio de la Capital Australiana, asimismo retuvo la Hora Estándar Oriental.
Desde entonces, el único cambio mayor que se ha realizado es la adopción de la Hora Estándar Central en la ciudad minera de Broken Hill, en Nueva Gales del Sur; además de la puesta en marcha del huso GMT+10.5 en la Isla de Lord Howe.

## Legislación estatal
En Victoria, Australia Meridional, Tasmania y en el T.C.A, las fechas de inicio y de terminación del horario de verano son determinadas oficialmente por proclamación, declaración o regulación hecha por el gobernador de estado o ministro responsable. En Nueva Gales del Sur y en Australia Occidental, las fechas de inicio y terminación del cambio de hora están sujetas a la legislación.
Hora Estándar Occidental (AWST) - UTC+8 h
- Australia Occidental - Acta de Horario Estándar, 2005.

Hora Estándar Central (ACST) - UTC+9.5 h
- Australia Meridional - Acta de Horario Estándar, 2009. Acta de Horario de Verano, 1971.
- Territorio del Norte - Acta de Horario Estándar, 2005.

Hora Estándar Oriental (AEST) - UTC+10 h
- Queensland - Acta de Horario Estándar, 1894.
- Nueva Gales del Sur - Acta de Horario Estándar, 1987 No. 149.
- Territorio de la Capital Australiana - Acta de Horario Estándar y Horario de Verano, 1972.
- Victoria - Acta de Horario de Verano, 1972.
- Tasmania - Acta de Horario Estándar, 1985. Acta de Horario de Verano, 2007.

### Anomalías
La ciudad de Broken Hill, la cual se encuentra específicamente en el Condado de Yancowinna en el lejano oeste de Nueva Gales del Sur, sigue la hora de Australia Meridional.
Los residentes de los pueblos cercanos a la autopista Eyre, tales como Eucla, Caiguna, Madura, Mundrabilla y Border Village; en el sureste de Australia Occidental, casi en la frontera con Australia Meridional no siguen el horario oficial occidental, sino que se guían por lo que se denomina de manera no oficial como Hora Estándar Centro Occidental (UTC+8:45), que se encuentra en el intermedio entre los husos Occidental y Central.

### Territorios externos
Los territorios externos australianos también tienen sus propios husos horarios.
| Territorio                                    | Hora estándar | Horario de Verano      |
| --------------------------------------------- | ------------- | ---------------------- |
| Islas Heard y McDonald                        | UTC +5:00     | No                     |
| Islas Cocos                                   | UTC+6:30      | No                     |
| Isla de Navidad                               | UTC+7         | No                     |
| Isla Lord Howe                                | UTC+10:30     | Se adelanta media hora |
| Isla Norfolk                                  | UTC+11        | No                     |
| Territorio Antártico Australiano, Base Mawson | UTC+6         | No                     |
| Territorio Antártico Australiano, Base Davis  | UTC+7         | No                     |
| Territorio Antártico Australiano, Base Casey  | UTC+8         | No                     |

## Horario de verano

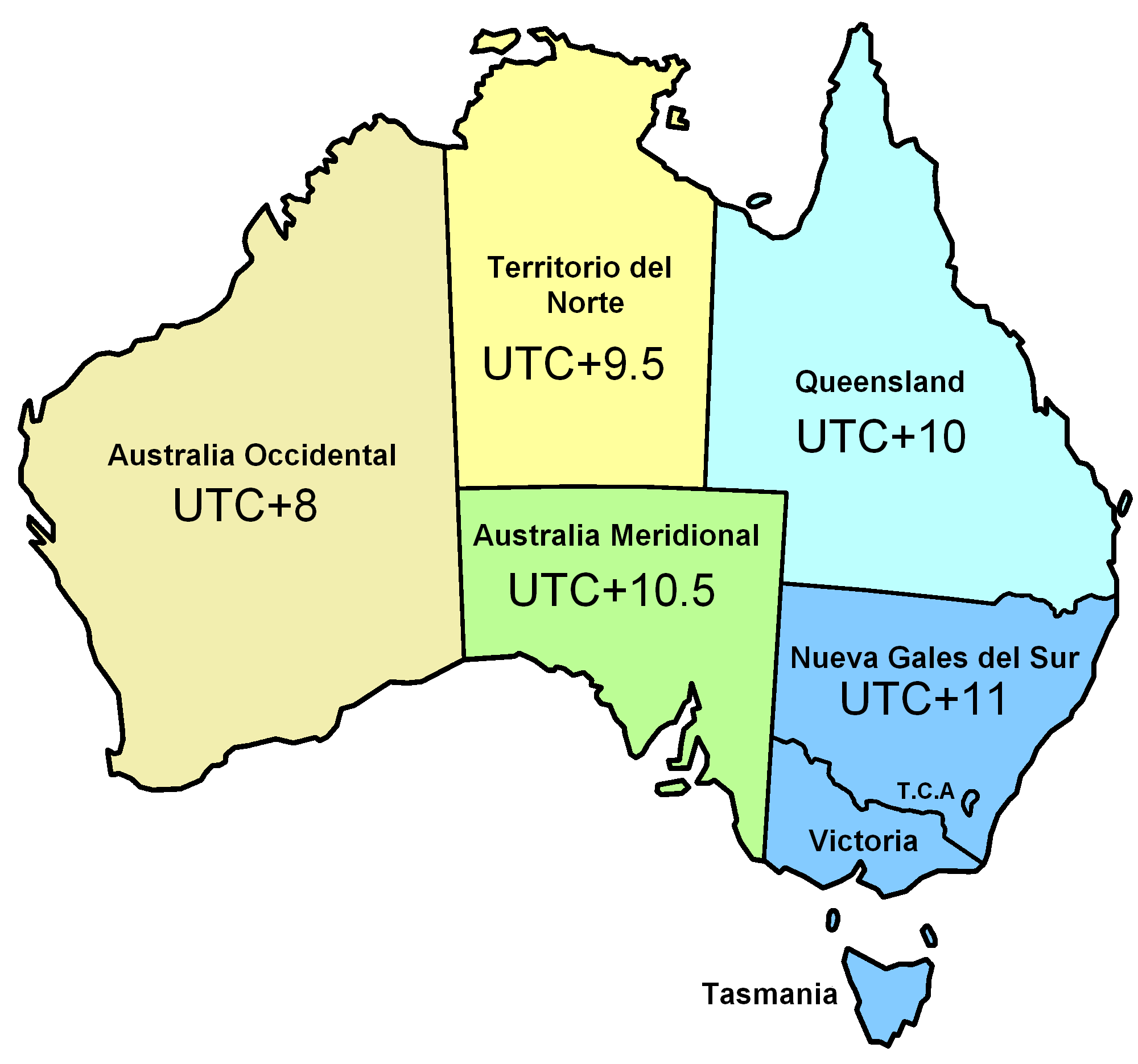
Husos horarios de Australia cuando se pone en marcha el horario de verano.

La decisión de usar el horario de verano le corresponde a cada estado o territorio de manera individual. Sin embargo, durante la Primera Guerra Mundial y la Segunda Guerra Mundial todos los estados y territorios practicaban este cambio de hora. En 1968 Tasmania se convirtió en el primer estado en poner en marcha el horario de verano desde la guerra. En 1971 Nueva Gales del Sur, Victoria, Queensland, Australia Meridional y el Territorio de la Capital Australiana siguieron a Tasmania usando el horario de verano, situación que no se repitió con el Territorio del Norte y Australia Occidental. Queensland dejó de aplicar el horario de verano en 1972. Junto con Australia Occidental, Queensland ha usado el horario de verano en los últimos 40 años pero solo en ocasiones de prueba.
Hoy en día, Nueva Gales del Sur, el T.C.A, Victoria, Tasmania y Australia Meridional experimentan este cambio de hora todos los años. Esto ha resultado que surjan cinco zonas horarios durante el verano. Australia Meridional se vuelve al UTC+10.5, huso llamado Horario de Verano Central Australiano, abreviado ACDT del inglés Australian Central Daylight Time. Los estados del sur usan el UTC+11, denominando a la zona Horario de Verano Oriental Australiano, abreviándose AEDT.
Oficialmente, el cambio para el horario de verano se realiza a las 2:00 hora local en un día domingo.
El 12 de octubre de 2007 los estados y territorios que sí practican el cambio de hora acordaron llegar a una fecha en común para el inicio y el término del horario de verano.
| Estado o territorio                  | Inicio del horario de verano | Término del horario de verano |
| ------------------------------------ | ---------------------------- | ----------------------------- |
| Australia Occidental                 | N/A                          | N/A                           |
| Queensland                           | N/A                          | N/A                           |
| Territorio del Norte                 | N/A                          | N/A                           |
| Australia Meridional                 | Primer domingo de octubre    | Primer domingo de abril       |
| Nueva Gales del Sur                  | Primer domingo de octubre    | Primer domingo de abril       |
| Territorio de la Capital Australiana | Primer domingo de octubre    | Primer domingo de abril       |
| Victoria                             | Primer domingo de octubre    | Primer domingo de abril       |
| Tasmania                             | Primer domingo de octubre    | Primer domingo de abril       |